# Свілен Піральков
Свілен Піральков (ісп. Svilen Piralkov, 8 квітня 1975) — іспанський ватерполіст.
Учасник Олімпійських Ігор 2008 року.
Призер Чемпіонату світу з водних видів спорту 2007 року.